# Agrostis brachyathera
Agrostis brachyathera é uma espécie de gramínea do gênero Agrostis, pertencente à família Poaceae.